# Drjanovets (Dobritsj)
Drjanovets (Bulgaars: Дряновец) is een dorp in de Bulgaarse gemeente Dobritsjka, oblast Dobritsj. Het dorp ligt hemelsbreed 27 km ten zuidwesten van de regionale hoofdstad Dobritsj en 361 km ten noordoosten van Sofia. 
Het dorp Drjanovets maakt, vanwege het geringe inwonersaantal, administratief onderdeel uit van het dorp Feldfebel Denkovo.

## Bevolking
Op 31 december 1934 telde het dorp Drjanovets 205 inwoners. Het inwonersaantal groeide tot een maximum van 325 personen in 1946. Tot en met 1965 bleef het inwonersaantal schommelen tussen de 300 en 310 inwoners. Tussen 1975 en 1992 woonden er nog ruim 200 personen in het dorp. Na de val van het communisme kwam er echter een hevige emigratieproces op gang: in minder dan 10 jaar tijd verlieten ruim 150 personen het dorp. In de laatste officiële cijfers van het Nationaal Statistisch Instituut van Bulgarije woonden er in 2020 slechts 19 personen in het dorp.
|  |

In 2001 was het dorp Drjanovets het dorp met het grootste percentage Roma in de totale bevolking: 90,2% van de bevolking was etnisch Rom, oftewel 46 personen. Dit percentage steeg in de volkstelling van 2011 tot 95,2%: 20 van de 21 inwoners waren zigeuners.
| Etnische samenstelling van de respondenten (2011) | Etnische samenstelling van de respondenten (2011) | Etnische samenstelling van de respondenten (2011) | Etnische samenstelling van de respondenten (2011) | Etnische samenstelling van de respondenten (2011) |
| ------------------------------------------------- | ------------------------------------------------- | ------------------------------------------------- | ------------------------------------------------- | ------------------------------------------------- |
|                                                   |                                                   |                                                   |                                                   |                                                   |
| Bulgaren                                          | Bulgaren                                          |                                                   | 0,0%                                              | 0,0%                                              |
| Turken                                            | Turken                                            |                                                   | 0,0%                                              | 0,0%                                              |
| Roma                                              | Roma                                              |                                                   | 95,2%                                             | 95,2%                                             |
| Anders/Onbekend                                   | Anders/Onbekend                                   |                                                   | 4,8%                                              | 4,8%                                              |